# Józef Maciejewski (polityk)
Józef Maciejewski, ps. Michał (ur. 20 lutego 1906 w Hamborn, zm. 17 sierpnia 1978 w Krakowie) – polski inżynier i działacz polityczny, wiceprezydent Szczecina (1945–1948), poseł w latach 1946–1952: do Krajowej Rady Narodowej oraz do Sejmu Ustawodawczego.

## Życiorys
Urodził się i wychował na terenie Niemiec. Po powrocie do Polski w 1920 pracował w fabryce maszyn w Rogoźnie. W 1929 został absolwentem Państwowej Szkoły Budowy Maszyn w Poznaniu. Po odsłużenia wojska zatrudniony jako asystent w Państwowej Wyższej Szkole Budowy Maszyn i Elektrotechniki w Poznaniu (do 1933). W latach 1933–1934 kontynuował naukę w Uniwersytecie w Caen we Francji, gdzie uzyskał stopień inżyniera-elektromechanika. Po powrocie do kraju podjął pracę jako konstruktor w Hucie „Zgoda” oraz jako asystent w Hucie Ostrowiec.
W czasie II wojny światowej był dowódcą bojowej grupy „Zryw”. Po 1944 pomagał w odbudowie przemysłu na Górnym Śląsku. Od 1951 zatrudniony w Zjednoczeniu Przemysłowym Nowej Huty, po 1952 na różnych stanowiskach w Hucie im. Lenina w Krakowie.
W 1945 znalazł się na Pomorzu Zachodnim. W sierpniu 1945 objął urząd pierwszego wiceprezydenta Szczecina jako reprezentant SP (do listopada 1948). Od 1946 był posłem do Krajowej Rady Narodowej z okręgu Szczecin. Dwa lata później wybrany w skład Sejmu Ustawodawczego z tego samego okręgu z listy Bloku Demokratycznego. Zasiadał do 1950 w klubie SP, po czym wraz z siedmioma innymi posłami przeszedł do Stronnictwa Demokratycznego.

## Literatura
- Piotr Zaremba, Walka o polski Szczecin, Wrocław 1986